# Carlos Cores
Carlos Cores né Juan Carlos Márquez Cores, à San Fernando en Argentine le 19 avril 1923, mort à Buenos Aires (Argentine), le 8 février 2000 est    un acteur et directeur argentin de cinéma, de théâtre et de télévision en Argentine, Espagne, au Mexique et au Chili.

## Filmographie
- La fin del Mundo (1963) dir. Emilio Vieyra.
- Lindor Covas, el cimarrón (1963) dir. Carlos Cores.
- Accidente 703 (1962) dir. José María Forqué.
- Detrás de la mentira (1962) dir. Emilio Vieyra.
- Mate Cosido (1962) dir. Goffredo Alessandrini.
- Rumbos malditos (inédita - 1962) dir. Goffredo Alessandrini.
- Asalto en la ciudad (1961) dir. Carlos Cores.
- En busca de la muerte (1961) (México) dir. Zacarías Gómez Urquiza.
- Male and Female Since Adam and Eve (1961) dir. Carlos Rinaldi.
- Las canciones unidas (1960) (México) dir. Julio Bracho y Tito Davison.
- Una canción para recordar (1960) (México) dir. Julio Bracho
- Vivir del cuento (1960) (México) dir. Rafael Baledón.
- La mujer y la bestia (1959) (México) dir. Alfonso Corona Blake
- Mi mujer necesita marido (1959) (México) dir. Rolando Aguilar.
- El diablo de vacaciones (inconclusa - 1957) dir. Ferrucio Cerio.
- Los tallos amargos (1956) dir. Fernando Ayala.
- Sangre y acero (1956) dir. Lucas Demare.
- El último perro (1955) (Relator, no acreditado) dir. Lucas Demare.
- El juramento de Lagardere (1955) dir. León Klimovsky.
- El amor nunca muere (1955) dir. Luis César Amadori.
- El hombre que debía una muerte (1955) dir. Mario Soffici.
- Guacho (1954) dir. Luis César Amadori.
- El grito sagrado (1954) dir. Luis César Amadori.
- Del otro lado del puente (1953) dir. Carlos Rinaldi.
- La muerte en las calles (1952) dir. Leo Fleider.
- La Parda Flora (1952) dir. León Klimovsky.
- Enseñame a besar (1952) (México) dir. Tito Davison.
- Paco, el elegante (1952) (México) dir. Adolfo Fernández Bustamante.
- María Cristina (1951) (México) dir. Ramón Pereda.
- Mujeres sin mañana (1951) (México) dir. Tito Davison.
- Mi vida por la tuya (1951) dir. Roberto Gavaldón.
- El ciclón del Caribe (1950) (México) dir. Ramón Pereda.
- Curvas peligrosas (1950) (México) dir. Tito Davison.
- La malcasada (1950) (México) dir. José Díaz Morales.
- Nuestras vidas (1950) (México) dir. Ramón Peón.
- Hipólito, el de Santa (1950) (México) dir. Fernando de Fuentes.
- Hombres a precio (1949) dir. Bernardo Spoliansky.
- La gran tentación (1948) dir. Ernesto Arancibia.
- Tierras hechizadas (inédita - 1948) dir. Emilio Guerineau.
- Siete para un secreto (1947) dir. Carlos Borcosque.
- Esperanza (1946) dir. Francisco Mugica y Eduardo Boneo
- El ángel desnudo (1946) dir. Carlos Hugo Christensen.

## Fiche technique

### Directeur
- La Roulette du Diable ou La Cité des Corbeaux (inédit - 1968)
- Lindor Covas, le marron (1963)
- Assaut de la ville (1961)

### Scénariste
- Lindor Covas, le marron (1963)
- Assaut de la ville (1961) (Idée originale)